# 英国工业革命

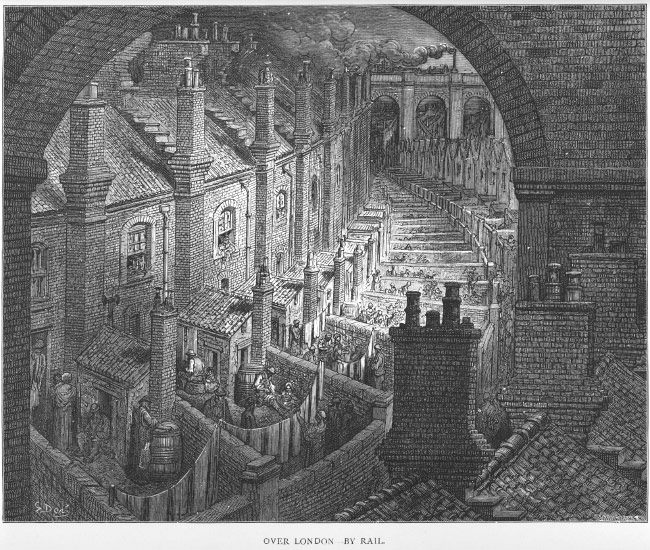
古斯塔夫·多雷1870所繪倫敦工業區

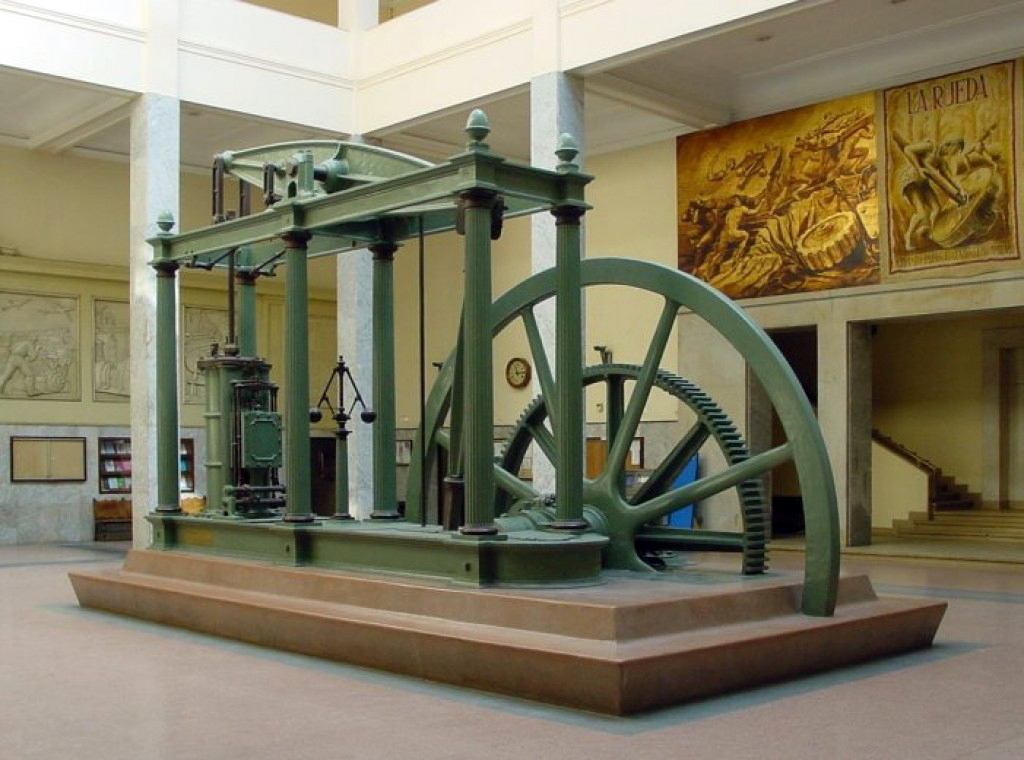
瓦特所改良的蒸汽機現安放於西班牙馬德里

英国工业革命或称作英国产业革命一般认为是18世纪发源于英格兰中部地区的工业革命。英国的工业革命影响了整个欧洲大陆，并带动了当时许多国家相继发生工业革命。嚴格來說，工业革命不能算上是真正的革命，它沒有推翻任何的政權或階級，只是屬於社會、科技方面的急劇催化和發展。

## 背景

### 家庭工廠化
殖民地掠夺与奴隶贸易，给英国带来了巨量的外地資源，为工业革命做好了准备。从十六世纪到十九世纪，英国继续了近三个世纪的圈地运动，为工业革命提供了大批廉价的劳动力。并且，英国过去是以国王名义借债，来弥补宫廷财政运转的不足。1694年，英格兰国家银行的成立。 
英国政府大力开拓海外殖民地，积极实行保护关税制度，为本国工商业寻找海外市场。与此同时，还把从各个渠道聚敛来的财富，绝大部分都用作生产性投资，以转换为再生产的资本。而法国却把资金都用来维持费用浩大的军队和宫廷享乐，西班牙更是把海外贸易盘剥来的巨额财富，用来购买国外廉价的商品，结果冲击了本国的市场。 

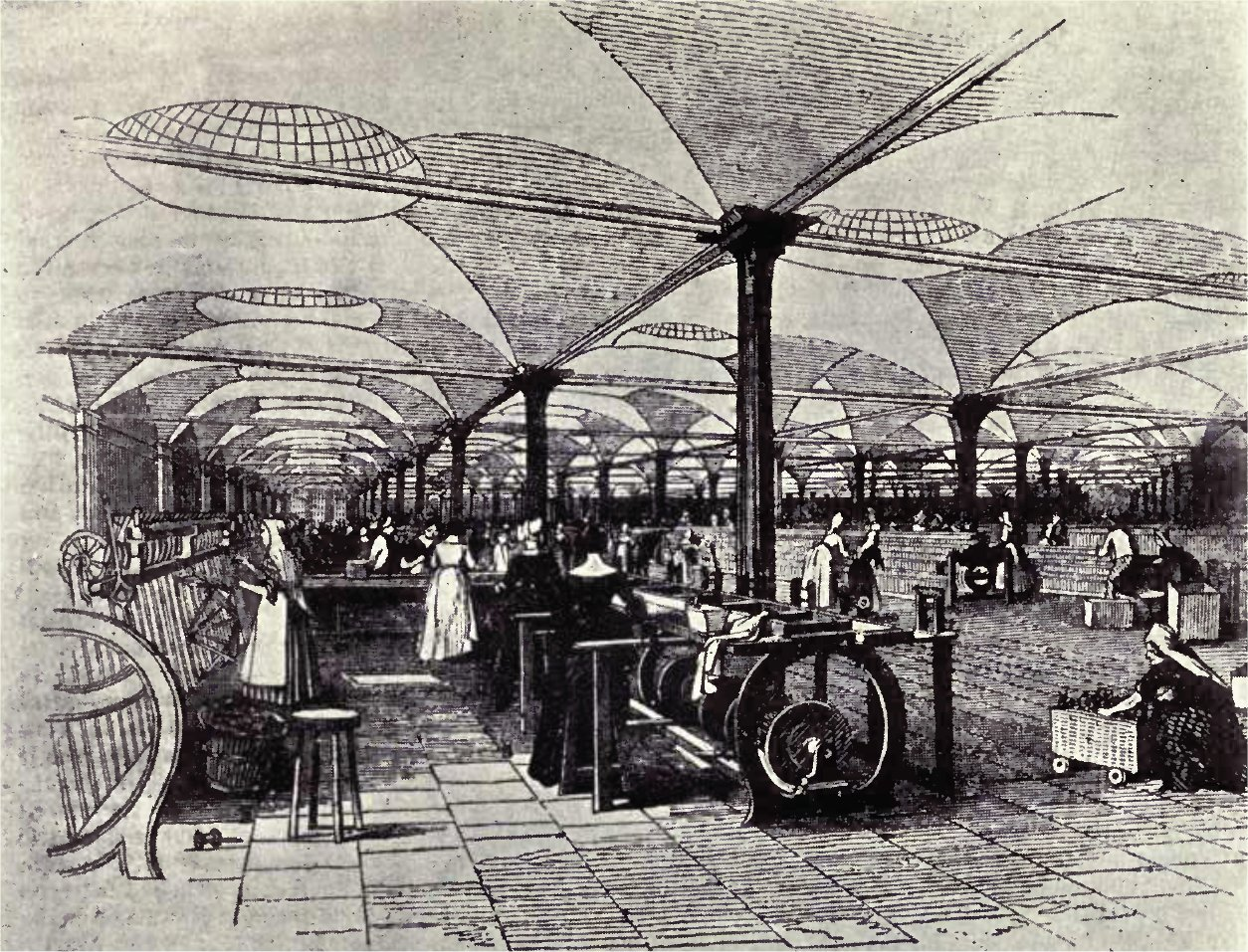
1800年英國紡織廠

工业革命是以机器生产代替手工劳动，就是手工工场向大机器工厂的一个飞跃。这个飞跃之所以能够实现，与手工工场的高度发展有着密切的关系，因此，工场手工业的高度发展是工业革命不可缺少的技术前提。此外，英国为追求更多的利润，还以满腔的热情来关注生产的发展，从而刺激了机器的发明和新科学技术的使用。 
早在十五世纪，英国半农半工的农村家庭手工业就非常普遍，最初主要是毛纺织业。这种家庭的毛纺织手工业，后来随着农民的贫富分化，而发生了改变。很多家庭手工业者变成了为商人进行原料加工的雇佣劳动者。于是，呢绒商人们逐渐把单独的家庭手工业联系起来，便形成了毛纺织业的手工工场。这种手工工场有分散的和集中的两种形式。
在十六世纪时，分散的手工工场占主要地位。随着圈地运动而使丧失土地的农民日益增多，由大商人所创办的集中的手工工场便逐渐发展起来，达到了雇佣一千名以上工人的规模。到十七世纪时，雇佣几百名工人的手工工场已经非常普遍了。这些手工工场并不限于毛纺织业，在采矿、冶金、制盐、造纸、玻璃、制硝、啤酒等部门，都建立起很大的手工工场。 
英国工场手工业的发展，不仅表现为生产规模的扩大，而且还表现为技术上的巨大进步。英国手工工场在生产技术方面的进步，与欧洲大陆上的大量工匠迁居英国有着密切的关系。在中世纪末期，法国与尼德兰等国在手工业技术方面，特别是丝织业技术方面，都比英国进步，拥有很多技术熟练的工匠。但是不断发生宗教战争，迫使许多信奉新教的熟练工匠逃亡到英国避难。

### 尼德兰人才的流入
十六世纪末十七世纪初，西班牙镇压尼德兰革命时，也有大批尼德兰工匠逃往英国，从此以后就在英国东部地区定居下来。当时，英国女王伊丽莎白允许这些工匠定居下来，条件是每一户外来工匠必须负责培养一名英国学徒。这些技术熟练的工匠涌入英国后，对于改良和革新英国的手工业技术，起到了很大的促进作用，并且使英国新建了一些过去没有过的工业部门。英国的染织业、制糖业、陶瓷业的发达，就是同尼德兰工匠的贡献分不开的。 
在十七世纪以后建立和发展起来的各种工业部门中，棉纺织业发展得尤其迅速。十八世纪初，运到英国加工的棉花只有一百万磅，但是，随着国内外市场的扩大，手工工场的生产已经不能满足市场的需要。资本家为了追求越来越多的利润，除了增加工人以扩大生产规模外，迫切希望改革生产技术以提高劳动生产率。

### 紡織業崛起
1733年，机械师约翰·凯伊发明飞梭。凯伊发明飞梭以后，一个织布工人可以做过去两个工人的工作，使效率提高了一倍。后来， 凯伊的儿子又加以改进，发明了上下自动的杼箱，使用起来更为方便，织布能力更为提高。由于织布效率提高，出现了极其严重的纱荒。 
由于棉纱供应不足，出现了纺与织之间的矛盾。这个矛盾很长时间没有得到解决，有些棉布工厂因缺纱而停产。棉纱价格猛烈上涨，接着纺纱工人的工资也提高了。这种情况，对于追逐利润的资本家来说，是不能忍受的。为了解决棉纱不足的问题，政府也采取了各种措施。1761年，英国“艺术与工业奖励协会”两次悬赏，征求新式纺纱机的发明。 
1764年，兰开夏郡内的詹姆士·哈格里夫斯发明了珍妮纺纱机。珍妮纺纱机的发明是棉纺织技术上一个巨大的飞跃，使棉纱的产量迅速提高，引起了纺织业的一系列变化，并且带来了巨大的社会影响。因为棉纱生产成本的减少，也就使布匹的价格随之降低，从而使布匹的需求量增大，这样就需要更多的织布工人。 
由于织工工资跟着棉布需求量的增长而提高，就使得原来兼营农业的织工逐渐抛弃农业，成为专靠工资收入的工薪阶层。同时，珍妮机的使用排挤了旧式纺车，使那些买不起珍妮机的原来从事家庭手工业的纺工也放弃农业，到拥有珍妮机的人那里去工作，从而成为雇佣工人。纺工和织工放弃的土地就为农业资本家所收买，小自耕农无力与资本主义大农场竞争，他们逐渐受到排挤而破产之后，也就沦落为农业或者工业中的无产者了。 

### 機械化工廠

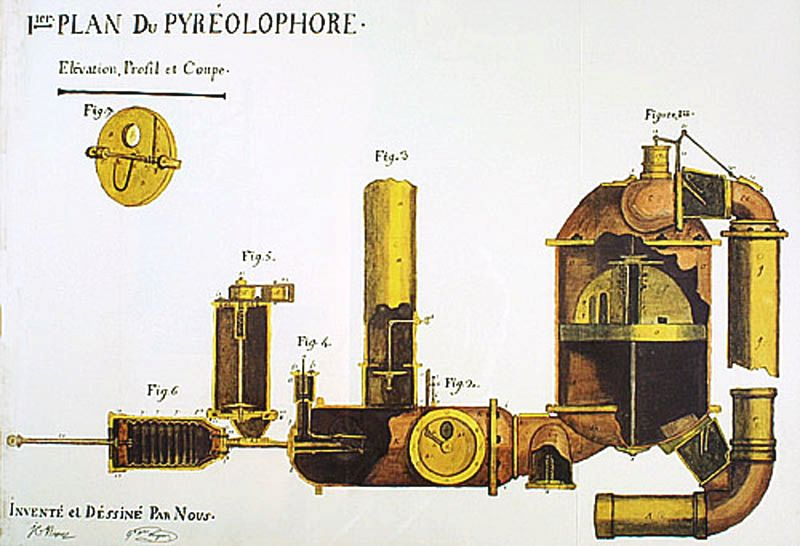
1806年煤粉內燃機專利書

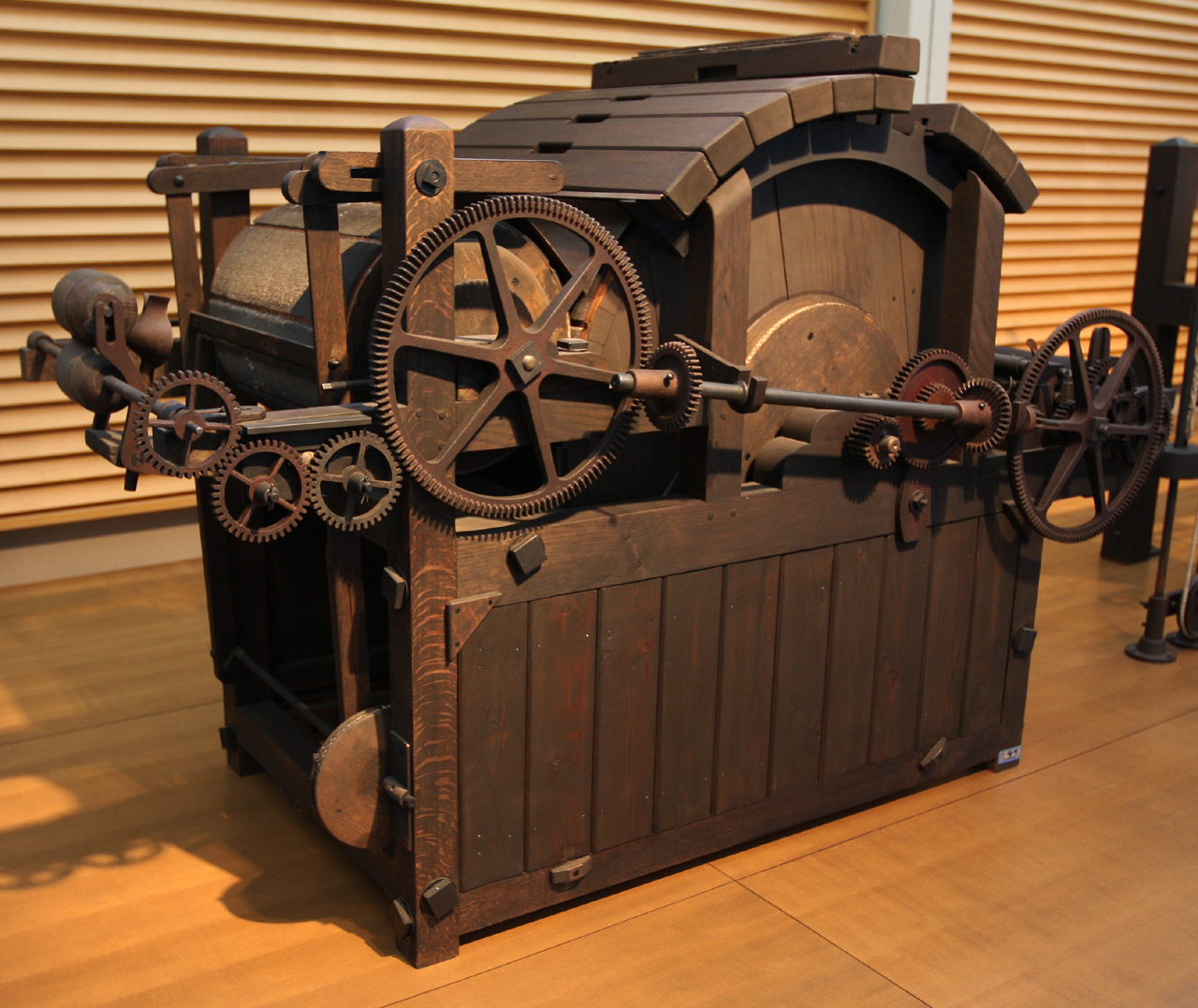
1775理查·阿克萊特水力紡紗機仿製品

珍妮纺纱机虽然大大提高了棉纱产量，但纺出的纱不结实，细而易断。由于珍妮机带动的紗锭日益增多，却需要手工来摇转纺轮，这样就使人力越来越难以胜任。于是，便需要在质量和动力方面加以改进。1769年，钟表匠理查·阿克萊特发明了水力纺纱机。这种机器用水力推动，机器上安装着许多滚轴，旋转很快，纺出的纱质地坚韧。 
由于水力纺纱机体积大，又必须设置在可以利用水力的地方，因此，它就不能像旧式纺车或珍妮机那样安装在家庭内，而必须建立厂房，集中工人进行生产。这样，就为工厂制度的确立奠定了基础。1771年，理查·阿克萊特建立了第一个棉纺厂，成为最早使用机器生产的工厂主。水力纺纱机纺出的纱线虽然结实，但是很粗糙。因此，还需要继续进行技术革新，以提高棉纱的质量。 
1779年，工人塞缪尔·克朗普顿发明了骡机。骡机综合珍妮纺纱机与水力纺纱机的优点，纺出来的棉纱既结实又精细。此外，还提高了纺纱的效率，最初，骡机带动二三十个纱锭，后来随着机器的改进逐渐增加，到十八世纪末，已经有了能够带动四百个纱锭的纺纱机了。自从骡机发明与广泛应用以后，集中从事生产的纺纱工厂迅速增加起来。 
棉纱产量的大幅度增加，把织布抛到了后面，于是，纺与织之间又出现新的脱节现象。这种情况下，迫切需要改良织布机。1785年，牧师埃德门特·卡特莱特发明了用水力推动的织布机。但是，这种机器非常呆笨，销路不广。后来，经过拉德克利夫、霍洛克斯等人的改进，这种织布机才日益完善，逐渐推广应用。 
1803年，拉德克利夫还发明了一种整布机，1813年，霍洛克斯又发明铁制的织布机器。经过改进的自动织布机，比手工织布提高了四十倍的效率。棉纺织业机器的使用又引发了其他行业的连锁反应，不久在采煤、冶金等许多工业部门，都陆续有了机器生产。随着越来越多的工业部门实现了机械化，一个新的课题又摆在人们面前，这就是动力问题。 
水烧热了之后就膨胀为水蒸汽。事实上，这个道理人们在很早就知道了。约在公元前二世纪末，亚历山大里亚的赫罗，就认识到蒸汽的动力作用。在他的著作中，记载了他曾经制造过一种利用水蒸汽旋转的玩具。文艺复兴时期，达·芬奇尝试过设计一种利用蒸汽开动大炮的图纸。然而，为了工业的目的把蒸汽用来作为动力的试验，则是从近代才开始的。

### 蒸汽機現世

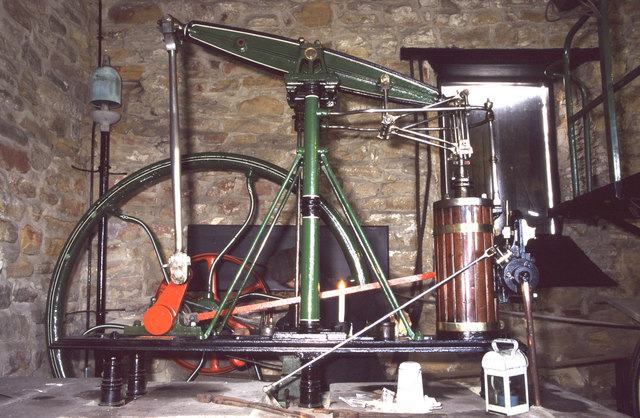
英国18世紀蒸汽機工廠仿製品

法国物理学家丹尼斯·帕潘称得上是第一个蒸汽力的实验者，他于1680年在英国试验成功第一台可以把热能转变为机械能的蒸汽泵。但是，帕潘的发明并没有实际用于工业上。1698年，英国人托玛斯·塞维利发明了利用蒸汽力而制成的抽水机，但是不够坚固，经受不住大量蒸汽的压力，常常破裂。1705年，铁匠托马斯·纽科门在塞维利抽水机的基础上加以改进，制造出了第一台真正可用作动力的蒸汽抽水机。瓦特在格拉斯哥大學担任制造和修理自然科学仪器的工作时，注意到纽科门式蒸汽机之所以浪费很多热量和时间，是因为汽缸里既要产生蒸汽，又要注入冷水。1765年春，瓦特终于想出解决问题的办法。在安上一个隔离式冷凝器装置后，蒸汽不是在汽缸内冷却凝固，而是让蒸汽通过一个阀门，进入一个单独保持冷却的冷凝器，这样就不需要降低汽缸的温度，真空也能够不断产生。 
1769年，瓦特制成第一台蒸汽机。这一年，瓦特以发明分离冷凝器，获得他在革新纽可门蒸汽机过程中的第一个专利。但这种蒸汽机仍无法克服纽可门蒸汽机只作往返运动的缺点，不能使蒸汽机变成能带动各种工作机的原动机。1781年，瓦特研制出一套齿轮联动装置，可以将活塞的往返直线运动，转变为轮轴的旋转运动，他因此获得了第二个专利。接着为了进一步提高效率，增大蒸汽机的动力，瓦特对汽缸本身进行了分析与研究。1782年，瓦特试制出一种带有双向装置的新汽缸，把原来的单向汽缸组装成双向汽缸，并首次把引入汽缸的蒸汽，由低压蒸汽改为高压蒸汽，他也因此取得第三个专利。 
1784年，经过再次改进的蒸汽机，不仅能够适用于各种机械运动，而且还增加了一种自动调节蒸汽机速率的装置。1785年，一个使用瓦特蒸汽机的纺纱厂建成。很快，蒸汽机在棉纺织业、毛纺织业、采矿业、冶金业、造纸业、印刷业、陶瓷业等工业部门，得到了广泛的应用。 
瓦特蒸汽机的问世，解决了工业发展中的动力问题。从此以后，只要有煤作为燃料，就可以开动蒸汽机。并且，工厂也是根据需要建立起来，而不再受河流水力的限制。马克思说：“瓦特的伟大天才表现在1784年4月他所取得的专利的说明书中，他没有把自己的蒸汽机说成是一种用于特殊目的的发明，而是把它说成是大工业普遍应用的发动机。”
蒸汽机的发明使机械化生产冲破自然条件的限制，是人类社会进入机械化时代的标志，从而大大加速了工业革命的进程。蒸汽机的广泛利用，出现了发明和使用机器的热潮，促使工业革命开展起来。英国到处建立起大工厂，那些高耸入云的烟囱喷出缕缕烟雾，庞大的厂房发出轰鸣，打破了原来中世纪田园生活的恬静。以此为标志，历史跨入一个新的时代，人类社会由此进入了蒸汽时代。 

### 煤礦業崛起

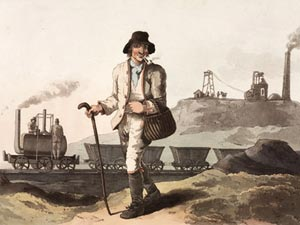
1814年描述用煤發動火車和機械；又用火車和機械開採更多煤的油畫

煤炭可以说是近代工业的食粮，如果没有煤，就没有大机器工业的发展，也就没有工业革命。正因为英国的煤炭储藏量非常丰富，所以才支撑着英国工业革命的蓬勃发展。在中世纪，由于烧煤使空气污染，封建统治者严厉禁止采煤。然而，由于工业革命的兴起，英国对于煤炭的需求扩大，煤炭工业迅速发展。1846年，英国煤炭年产量已经达到四千四百万吨，成为欧洲乃至全世界第一大产煤国。 
随着工业生产中机器生产逐渐取代手工操作，传统的手工工场无法适应机器生产的需要，为了更好地进行生产管理，提高效率，资本家开始建造厂房，安置机器，雇用工人集中生产，这样，一种新兴的生产组织形式工厂出现了。工厂成为工业化生产的最主要组织形式，发挥着日益重要的作用。 
1840年前后，英国大机器生产已基本取代工场手工业，用机器制造机器的机器制造业也建立起来，工业革命基本完成，英国成为世界上第一个工业国家。机器的广泛使用，根本改变了工业的技术面貌，大大提高了劳动生产率。工业革命造成的生产力大发展，使英国出现了空前的繁荣。

## 主要進程
随着英国君主立宪制的确立，加速了圈地运动，产生了大批无产者。同时海外贸易和殖民地的开发，使商品市场规模扩大。另外经典力学、热力学等学科的理论创新也为工业革命带来了契机。
1568年－1648年，西班牙镇压尼德兰独立运动，因战乱，许多尼德兰工匠逃亡到英国，他们带来最早的手工纺织技术。英国要求他们每个工匠必须带两个英国籍学徒。
1576年，英国政府颁布法令限制羊毛、大麻等本国原料或初级产品出口，禁止粗纹布、呢绒织品、亚麻布进口。同时规定：治安法官有权使用公款购买成批原料、羊毛、大麻等为穷人安排工作。法律还规定每个郡要办两个到三个工场，即感化院，收容有劳动能力的乞丐和流浪者。英国毛纺织工业获得一个发展机会。英国确立外向型经济模式。
1588年，英国战胜西班牙“无敌舰队”，排除通往美洲的障碍。1607年，伦敦公司在北美建立了英国第一个永久性的殖民地——弗吉尼亚。之后英国不断扩大殖民地的范围。 
1623年，英国国王詹姆士一世允许专利权设立，保护新发明的权利。
1651年，英国颁布《航海条例》，规定英国（包括殖民地）的进出口货物必须由英国的船只运输。
1660年，英国成立资助科学发展的组织——皇家学会，全称“伦敦皇家自然知识促进学会”。英国青年舍弃神学，追求实学，蔚然成风。
1685年，法国国王路易十四颁布枫丹白露敕令，迫害胡格诺派教徒，其中很多能工巧匠移民英国。
1688年-1697年，发生大同盟战争，英国、荷兰和哈布斯堡王朝组成同盟联合抗击路易十四法国。
1688年，政府公开支持圈地。1593年议会废除反圈地法令，引起圈地狂潮，大量耕地改为牧场。1597年因连续4年歉收而恢复反圈地法令。1601年议会废除反圈地法令。1607年英国中部各郡反圈地起义，迫使政府恢复反圈地措施。1640年资产阶级革命爆发后，圈地又起。1688年起，政府公开支持圈地
1689年，英国发生光荣革命，确立君主立宪制。英国资产阶级执政，巩固对私有财产的保护。
1694年，民营的英格兰银行成立，为支持抗法，银行以8％的利息贷款给政府，而政府作为回报则授予其制币权、银行券改造权和证券投机。
1701年，Jethro Tull发明播种机，拉开英国农业机械化的序幕。
1714年，汉诺威选帝侯乔治一世兼任英国国王，开始了汉诺威王朝(1714-1901)。乔治一世的母语是德文，不会讲流利的英文。所以他敕命輝格黨領袖羅伯特·沃波爾為內閣首相，自己並不出席內閣會議，成为英国首相制度的开端。此后国王不出席内阁会议成为惯例。
1720年 英国议会通过法案，禁止进口和使用印度棉布。（英国直到1757年才控制印度。）
1730年，北美殖民地弗吉尼亚和佛罗里达（当时属于西班牙）种植棉花获得成功，到1784年，刚刚独立后的美国，开始向英国出口棉花。
1733年，机械师约翰·凯伊发明飞梭。一个织布工人可以做过去两个工人的工作，使效率提高了一倍。
1761年，为了解决棉纱不足的问题，英国“艺术与工业奖励协会”两次悬赏，征求新式纺纱机的发明。
1763年，英法七年战争结束，英国获取法国在北美大陆和印度的大量殖民地。

## 個別產業

### 紡織工業

在德国伍珀塔尔博物馆的珍妮纺纱机模型

1733年 兰开夏郡的钟表匠凯伊发明织布飞梭，大大提高了织布效率。后来， 凯伊的儿子又加以改进，发明了上下自动的杼箱，织布能力更为提高。由于织布效率提高，出现了极其严重的纱荒。 
1764年-1767年 兰开夏郡的詹姆斯·哈格里夫斯发明珍妮纺纱机，提高了纺纱效率。
1767年 兰开夏郡的理查·阿克莱特发明水力纺纱机。
1779年 兰开夏郡的塞繆尔·克朗普顿结合两种纺纱机的优点，发明用水做动力的 骡机（Spinning Mule），后被改良成自动棉纺纱机。
1785年 莱斯特郡的牧师艾德蒙特·卡特莱特发明水力织布机， 在1791年建造第一座水力织布机工厂。
随后其他纺织机器相继发明，实现了纺织行业的机械化生产。当时纺织的动力依靠水力，工厂必须设在河边，这限制了工业的发展。随着蒸汽机技术的发明和成熟，蒸汽机动力开始被应用在纺织工业。

### 新动力与新能源
1769年 詹姆斯·瓦特根据前人的成果，发明单向蒸汽机
1782年 瓦特又制造出双向蒸汽机。蒸汽机的出现推动了工业革命的发展。
1785年 瓦特在诺丁汉郡建立第一个蒸汽纺纱厂。
1800年 英国拥有蒸汽机321台、5210匹马力。
1811年 莱斯特工人卢德捣毁机器。
1820年 煤矿卷扬机代替人工背运，煤产量更加迅速增长。
1825年 蒸汽机猛增到15000台，375000马力。
煤产量1790年为260万吨，1836年增至3000万吨。

### 運輸革新
1765年 英国开始在煤矿使用铁轨
1779年 英国在施洛普郡建成第一座铁桥
1807年 美国人富尔敦发明汽船
1811年 英国也开始仿制汽船。
1814年 史蒂芬逊发明蒸汽机车，在奇林沃兹煤矿运煤。
1825年 史蒂芬逊第一辆客运火车，在斯托克顿至达灵顿的铁路上试车成功，这是世界上第一条铁路。
1759年—1830年 英格兰2200英里的运河。
1844年 英国铁路已经长达2235英里

### 钢铁工业革新
1709年，A·达比（Abraham Darby I）采用焦炭取代木炭炼铁，获得成功，并很快获得了这项技术专利。
1750年，亨茨曼（B.Huntsman）发明坩埚炼钢工艺。坩埚炼钢工艺是转炉炼钢技术发明前最重要的炼钢方法，是欧洲历史上钢首次被熔化冶炼。
1873年，波特获得搅拌精炼法专利。

## 参看
- 工业革命
- 德国产业革命
- 恩格斯：英国状况-十八世纪 （页面存档备份，存于）
- 孙燕：近代早期英国海外贸易的兴起 （页面存档备份，存于）
- 唐晋主编：《大国崛起：工业革命—英国世界霸权形成的前提》 （页面存档备份，存于）人民出版社出版
- 杨小凯：为什么工业革命在英国而不在西班牙发生？